# August Hemmerde
Carl August Gottfried Hemmerde (* 13. November 1874 in Darmstadt; † 28. September 1946 in Bad König im Odenwaldkreis) war ein deutscher Jurist und hessischer Kreisdirektor.

## Leben
August Hemmerde wurde als Enkel des hessischen Bankiers und ersten Präsidenten der Handelskammer Darmstadt Carl August Hemmerde (* 20. Mai 1812 in Herford, † 26. März 1885 in Darmstadt) und als Sohn des Bankiers Carl Wilhelm Hemmerde (* 25. August 1839 in Darmstadt, † 30. Januar 1906 ebenda) und dessen Ehefrau Luise Christiana Charlotte Johanna Schwab (1844–1904) geboren. Er hatte eine sieben Jahre ältere Schwester namens Adelheid (1867–1945), die 1894 den Mediziner Christian Lauteschläger heiratete. Carl heiratete am 15. August 1891 Emilie, genannt Mila, Therese Bertha Emma Werneke (* 13. Juni 1880 in Mainz, † 31. Januar 1951 in Bad König).
Hemmerde absolvierte ein Studium der Rechtswissenschaften. Bevor er am 2. Juni 1906 Kreisamtmann bei der Kreisverwaltung Worms wurde, war er zunächst ab 1899 als Akzessist, ab 1901 als Regierungsassessor beim Kreisamt Dieburg, ab 1902 als Angestellter bei der Land- und forstwirtschaftlichen Berufsgenossenschaft und als Administrator in der Verwaltung des Fürstentums Isenburg tätig, ehe er 1904 wieder nach Darmstadt kam.
Am 27. September 1913 wechselte er als Kreisamtmann zum Kreisamt Dieburg, wurde am 1. Juni 1915 zum Regierungsrat ernannt und übernahm am 29. September 1924 die Stelle des Kreisdirektors des Kreises Dieburg. Er führte die Verwaltung bis zu seinem Ausscheiden aus dem Dienst auf eigenen Wunsch am 6. April 1933. Im Großherzogtum Hessen führten die Leiter der Landkreisverwaltungen bis 1917 die Amtsbezeichnung Kreisrat, ab 1917  Kreisdirektor und von 1939 an reichseinheitlich Landrat.

### Öffentliche Ämter
- 1928 Mitglied des Verwaltungsgerichtshofs Darmstadt